# Ioduro di bario
Lo Ioduro di bario è un composto chimico con formula bruta BaI2. È diffuso anche sotto forma diidrata, BaI2 · 2H2O. È un prodotto tossico.

## Reazione
Il BaI2 può essere prodotto facendo reagire il bario metallico (Ba) con 1,2-diiodioetano in etere, oppure facendo reagire il carbonato di bario con l'acido iodidrico:
{\displaystyle \mathrm {BaCO_{3}+2\ HI\longrightarrow BaI_{2}\ +H_{2}O+CO_{2}\uparrow } }